# Andrzej Kocyan
Andrzej Kocyan (* 27. Oktober 1937; † 16. August 1972) war ein polnischer Skispringer.

## Werdegang
Kocyan gab sein internationales Debüt im März 1956 im Rahmen des Czech-Marusarzówna-Memorials in Zakopane. Bei einem gut besetzten Teilnehmerfeld belegte er den 29. Platz. Zwei Jahre später wurde er bei einer nunmehr schwächer besetzten Startliste Fünfter. Ende März 1958 ging Kocyan erstmals bei einem Wettbewerb außerhalb Polens an den Start und platzierte sich dabei beim „Internationalen Sprunglauf um den Wanderpokal der "Volksstimme" Karl-Marx-Stadt“ in Oberwiesenthal auf dem 20. Rang. Bei der Schweizer Springertournee im Januar 1961 belegte er bei drei von vier Wettbewerben den 26. Platz und beendete letztlich die Tournee mit 768,4 Punkten auf dem 27. Rang.
Kocyan startete sowohl 1961/62 als auch 1962/63 bei der Vierschanzentournee. Dabei erzielte er von der Schattenbergschanze in Oberstdorf 1961 mit dem 34. Platz sein bestes Ergebnis.
Bei den polnischen Meisterschaften 1962 in Zakopane gewann Kocyan hinter Piotr Wala die Silbermedaille von der Großschanze.

## Persönliches
Andrzej ist der ältere Bruder von Józef Kocyan. Andrzej beging am 16. August 1972 Selbstmord.

## Statistik
Vierschanzentournee-Platzierungen
| Saison  | Platz | Punkte |
| ------- | ----- | ------ |
| 1961/62 | 37.   | 765,9  |
| 1962/63 | 52.   | 447,0  |